# Galactic Gladiators
Galactic Gladiators est un jeu vidéo de type wargame créé par Tom Reamy et publié par Strategic Simulations dans la gamme RapidFire en 1982 sur Apple II puis Atari 8-bit. Il est plus tard porté sur Commodore 64 et IBM PC. Le jeu se déroule dans un univers de science-fiction et simule, au tour par tour, des combats tactiques entre deux équipes de gladiateurs composées d’humains ou d’extraterrestres. Au début d'une partie, les joueurs choisissent la composition de leur équipe, les armes et les armures dont sont équipés leurs gladiateurs ainsi que le terrain de l'affrontement. À chaque tour, les joueurs donnent secrètement des ordres, comme se déplacer ou tirer, à leurs soldats avec pour objectif d’éliminer tous les adversaires ou de contrôler une case spécifique de l’arène. À sa sortie, Galactic Gladiator est très bien accueilli par la presse spécialisée, qui salue notamment sa facilité de prise en main et la diversité des options qu’il propose pour personnaliser les arènes et les équipes de gladiateurs, et plusieurs magazines le désignent comme l’un des meilleurs wargames tactiques disponible à l’époque sur ordinateur.
Galactic Gladiator a bénéficié d'une suite, intitulée Galactic Adventures, également développé par Tom Reamy et publié par Strategic Simulations dans la gamme RapidFire en 1983 sur Apple II et Atari 8-bit. 

## Trame
Galactic Gladiator prend place dans un univers de science-fiction, au XXVIIIe siècle, dans lequel s’affrontent des gladiateurs, humains ou extraterrestres, venus de toute la galaxie.

## Système de jeu
Galactic Gladiator est un wargame tactique qui simule, au tour par tour, des affrontements entre deux équipes de gladiateurs. Ces combats peuvent opposer deux joueurs ou un joueur et l’ordinateur. Ils se déroulent dans différents environnement dont un bar, un vaisseau spatial ou en extérieur. Au début d'une partie, les joueurs choisissent la composition de leur équipe, les armes et les armures dont sont équipés leurs soldats ainsi que le terrain de l'affrontement. La position de leurs combattants sur le champ de bataille est ensuite choisie aléatoirement par l'ordinateur ou par le joueur. À chaque tour, les joueurs donnent secrètement des ordres à leurs soldats. Ils peuvent ainsi leur ordonner de se déplacer, d'esquiver, d'attaquer, de recharger leur arme, de se reposer, de changer d'arme ou de se rendre. L'objectif d’un scénario peut être de combattre jusqu'à la mort ou de contrôler une case spécifique du champ de bataille. D'un combat à l'autre, les membres d'une équipe qui survivent conservent leur expérience et leur armement.

### Arènes
Les arènes où prennent place les affrontements sont divisées en cases carrées et peuvent être de trois tailles différentes (petite, moyenne ou grande). La plus petite est par exemple composée de 14x8 cases alors que la plus grande est composée de 28x16 cases. Les arènes sont parsemées d’obstacles qui bloquent les mouvements des gladiateurs et qui peuvent être de trois types différents, qui définissent notamment s'il est possible de les détruire ou de tirer par-dessus. Le jeu propose un certain nombre d’arènes prédéfinies mais permet également de créer ses propres scénarios ou d’en générer de nouveaux aléatoirement, en définissant sa taille, le type d’obstacles et leur densité,.

### Gladiateurs
Les équipes sont composés de un à dix gladiateurs qui peuvent appartenir à l’une des quinze espèces d’humains ou d’extraterrestres disponibles dans le jeu. Chaque combattant dispose de quatre caractéristiques – la force, la dextérité, l’endurance et la vitesse – qui dépendent de son espèce. Chacun d’eux est également caractérisé par son niveau d’expérience et sa compétence en matière d’armement, qui progressent au fur et à mesure des combats. Parmi les quinze espèces du jeu, sept sont considérées standard et sont rangés en trois catégories de poids : poids léger, poids moyen et poids lourd. Les poids léger (les Koraci et les Cygnians) sont rapides et agiles mais manque de puissance et s'essoufflent assez vite. À l'inverse, les poids lourds (les Froglodytes, les Dulbians et les Zorcons) sont lents mais bénéficient de plus de puissance et d'endurance. Enfin, les poids moyens (les humains et les Wodianties) disposent de caractéristiques équilibrées. Outre les espèces standards, le jeu propose sept espèces spéciales prédéfinies, comme les super guerriers ou les mutants, qui ont la particularité de combattre sans armes mais dont la peau est radioactive. Enfin, le jeu propose également une dernière espèce, les monstres, dont le joueur peut définir lui-même les caractéristiques. Chaque gladiateur peut être équipé d'un certain nombre d'armes et d'armures, dans la limite de ce que sa force lui permet de transporter. Le jeu propose douze armes différentes, qui peuvent être rangées dans trois catégories : les armes de corps à corps, les armes de tirs et les bombes guidées. Les premières peuvent nécessitent d'être au contact de l'ennemi pour l'attaquer mais ont l’avantage de pouvoir être utilisé aussi souvent que nécessaire et sans avoir besoin de recharger. Les deux dernières permettent de tirer à distance avec une efficacité qui dépend de la compétence en armement de l'attaquant et du défenseur et de la distance. Les armes de tirs doivent en revanche être régulièrement rechargées et les bombes guidées ne peuvent être utilisées qu'une fois dans un combat. 

### Interface
Lors d’un engagement, les gladiateurs sont représentés à l’écran par une lettre accompagné d’une indication sur l’arme ou l’armure qu’ils ont activé. À son tour, le joueur peut utiliser le clavier pour consulter le profil de chacun de ses combattants apparaissant à l’écran. Toujours avec le clavier, il peut ensuite leur ordonner individuellement de se déplacer, d'esquiver, d'attaquer, de recharger leur arme, de se reposer, de changer d'arme ou de se rendre. Chaque gladiateur ne peut se voir assigner qu’un ordre et ne peut donc pas recharger son arme et tirer pendant le même tour. Après avoir donné ses ordres, le joueur peut à tout moment consulter ces derniers et les modifier si nécessaire. Lorsque le joueur ordonne à un gladiateur de se déplacer, les cases sur la route qu’il va emprunter apparaissent en surbrillance.

## Développement et publication
Galactic Gladiators est développé par Tom Reamy qui se charge seul de le concevoir, de le programmer, de dessiner ses graphismes et d’écrire le manuel du jeu. Pour le tester, il est en revanche aidé par des amis et par le personnel de Strategic Simulations, qui lui suggèrent des améliorations. Le jeu est publié par Strategic Simulations sur Apple II fin juin (ou début juillet) 1982 sur Apple II puis en novembre de la même année sur  Atari 8-bit. Il est plus tard porté sur Commodore 64 puis sur IBM PC. Avec Cytron Masters, The Cosmic Balance et S.E.U.I.S., il fait partie des premiers titres disponibles dans la gamme RapidFire, inaugurée par Strategic Simulations en 1982 avec pour objectif de toucher un public plus large qu'avec les wargames plus sérieux et plus lent jusque-là publiés par le studio,. Outre la disquette contenant le programme, le packaging du jeu inclut un livre de règle de 28 pages, des tableaux des caractéristiques des différentes espèces du jeu et un rappel du contexte historique de son univers ainsi qu’une carte vierge et des diagrammes destiné à aider le joueur à créer ses propres scénarios. Il contient enfin une fiche d’aide qui explique le fonctionnement du jeu de manière simplifiée.

## Accueil
Pour le journaliste David Long du magazine Computer Gaming World, Galactic Gladiators est « facile à prendre en main » et « rapide », ce qui en fait un « excellent jeu » pour les joueurs souhaitant découvrir les wargames. Il ajoute que malgré son accessibilité, il est difficile à maîtriser, et note que ses nombreuses options lui permettent de proposer une infinité de possibilité. Son seul regret réside dans l'intelligence artificielle du programme, qu'il juge moins forte que dans les autres titres publiés par Strategic Simulations. D'après lui, après quelques parties d'apprentissage, le joueur doit ainsi jouer avec un handicap pour que les combats restent intéressants. Pour le journaliste Neil Shapiro du magazine Electronic Games, Galactic Gladiators est tout simplement « le meilleur wargame tactique » disponible sur ordinateur. Il note en effet qu'il est non-seulement « l'un des wargames les plus facile à prendre en main », mais aussi « l'un des plus polyvalent et ouvert » grâce à ses nombreuses options de personnalisations. Il salue également son univers de science-fiction qui d'après lui contribue grandement à en faire un jeu particulièrement « excitant ». Les journalistes de Softalk sont tout aussi enthousiaste et le décrivent comme un « chef-d'œuvre » qui est « tout simplement extraordinaire ». D'après eux, Galactic Gladiators combine en effet le meilleur d'absolument tous les autres wargames et jeux de rôle disponible sur Apple II. Ils notent en particulier que le jeu parvient à être complexe, sans pour autant submerger le joueur, et que contrairement à la plupart des jeux vidéo, il reste intéressant sur la durée.

## Postérité
Le jeu a bénéficié d'une suite, intitulée Galactic Adventures, également développé par Tom Reamy et publié par Strategic Simulations dans la gamme RapidFire en 1983. Celui-ci se déroule dans le même univers de science-fiction et reprend les combats tactiques de Galactic Gladiators, mais en accentuant son côté jeu de rôle. Au début de celui-ci, le joueur doit en effet créer un personnage avant de pouvoir recruter une bande d'aventuriers, qu'il doit ensuite entraîner avant de rejoindre une guilde où il se voit assigner différentes missions incluant des combats interstellaires ou des affrontements contres des aliens.